# هارالد اهریش
هارالد اهریش (آلمانی: Harald Ehrig؛ زاده ۶ نوامبر ۱۹۴۹) لژسوار اهل آلمان بود.
وی در مسابقات کشوری و بین‌المللی در مجموع برندهٔ ۱ مدال طلا، ۲ مدال نقره، ۲ مدال برنز شده‌است.